# Vicent Tur i Riera
Vicent Tur i Riera (Eivissa, 1969) és un periodista i dramaturg balear. Dirigeix el Grup de Teatre de l'Institut d'Estudis Eivissencs. Es va llicenciar en periodisme per la Universitat CEU Cardenal Herrera i és titulat superior en art dramàtic (especialitat de direcció i dramatúrgia) per l'Institut del Teatre de Barcelona.
Les relacions de parella i la defensa del medi ambient són temes principals de l'obra dramàtica de Tur. La llum (1999) i George (2003) incideixen en les relacions de parella; Alícia recrea en to d'humor la tradició del teatre rural. A més de l'obra publicada, també és autor de la guardonada Sol (1995), Vampirs (2013) que fa una revisió del mite del vampir que reuneix quatre peces breus seves, i Tagomago, estrenada el 2019 per la companyia T'Eivissa Teatre Eivissa, que presenta dos personatges que s'han convertit en els únics habitants de l'illot privat de Tagomago i reflexiona sobre quins han de ser els límits de la intervenció humana en el medi que habitem.
Algunes de les seves obres han estat representades a Catalunya i a Mallorca. Fou un dels fundadors de la companyia eivissenca L'Increat Teatre el 1998, desapareguda el 2013, i director d'una bona part dels muntatges d'aquest grup, entre els quals les dues versions de No sóc ben sol amb tots aqueixos passejants, sobre la poesia de Marià Villangómez Llobet (1998 i 2001); IBZ 2050, de la qual també és autor (2002); Els enamorats, de Carlo Goldoni (2002), La llum (2005), de la qual també és autor; La ratera, d'Agatha Christie (2007); Vampirs, i Es gat amb botes, conte de Perrault escenificat per Marià Villangómez (2013), representat en la XVIII Fira de Teatre de Manacor.
Ha estat crític de teatre a l'edició pitiüsa d'Última Hora, entre altres publicacions.

## Premis[1]
- 2003: Premi Joaquim M. Bartrina per Alícia.
- 1995: Premi Eduard Rifà de Teatre Radiofònic de Ràdio Associació de Catalunya per Sol.

## Estrenes[1]
- George, 6 abril 2002 a la sala 2 del Teatre Municipal de l’Escorxador de Lleida, producció de Bulevard Espectacles, sota la direcció de Carles Labèrnia.
- La llum, 21 abril 2005 a l’Auditori de Cas Serres per la companyia l’Increat Teatre, sota la direcció de Vicent Tur.
- Assaig obert sobre David Mamet: Veritat/mentida, 15 octubre 2005 a la Sala Fabià Puigserver del Teatre Lliure (Barcelona), sota la direcció de Emilià Carilla.
- Alícia, 23 octubre 2006 a la Sala Beckett (Barcelona), lectura dramatitzada per Teatredequè, sota la direcció de Josep R. Cerdà.
- La sabata, 27 març 2018 a Can Curt, Sant Agustí.
- Tagomago, 5 abril 2019 a l’Auditori de Cas Serres per la companyia T’Eivissa Teatre Eivissa.
- No tenguis por..., 4 maig 2019 a la sala petita de Can Ventosa, d’Eivissa, Grup de Teatre de l’Institut d’Estudis Eivissencs, sota la direcció de Vicent Tur.
- Petit incident al parc, microteatre, 19 maig 2019 a Can Curt, Sant Agustí, sota la direcció de Vicent Tur.

## Publicacions[1]
- La llum. Palma: Universitat de les Illes Balears, 1999.
- La successió. Pollença: El Gall, 2003.
- George. Eivissa: Mediterrània-Eivissa, 2003.
- Dramaticulària. 18 peces curtes. Tarragona: Arola Editors, 2005.
- Alícia. Tarragona: Arola, 2005.
- Veritat o mentida. Palma: Can Sifre, 2006.
- Material acústic antiaïllant. Teatre radiofònic d'autors de les Illes Balears. Palma: Direcció General de Cultura del Govern de les Illes Balears, 2008.
- L'inquilí. Palma: Lleonard Muntaner, 2017.
- Grup de Teatre de l'Institut d'Estudis Eivissencs. No tenguis por... Eivissa: Institut d'Estudis Eivissencs, 2019.